# Ștefan Tipătescu
Ștefan Tipătescu este un personaj principal din comedia O scrisoare pierdută a lui Ion Luca Caragiale. El este prefectul județului și amantul Zoei Trahanache, soția lui Zaharia Trahanache.
În spectacolul înregistrat pentru televiziune în anul 1982, rolul Tipătescu a fost interpretat de actorul Victor Rebengiuc.